# 东渚街道
東渚街道（拼音：Dōngzhǔ），原为东渚镇，是行政上隸屬于江蘇省蘇州市新區或虎丘区的街道。位于蘇州城西太湖之濱，東南臨藏書、北接通安，西南至光福，西達鎮湖，距市中心約二十公里，行政区域面积57.8平方公里，2017年人口为6.24万人。由於近期蘇州對西部的開發，東渚在行政隸屬上也處於多變的時期。在隸屬于蘇州新區之前，曾隸屬于虎丘區，吳中區，吳縣市，吳縣。2017年11月24日，撤镇设街。

## 经济
東渚街道的一大特色是其傳統手工藝，其中刺繡，緙絲和玉雕比较具有代表性。2004年新华社消息提及，东渚镇集中了中国大陆出口和服、韓服的生产厂家。出口产品占日本、韩国市场的80%。

## 交通
自東渚在行政上隸屬于蘇州新區后，開通了與市區連接的巴士，以及建造了與蘇州新區相連的公路——太湖大道。途径该镇的水道有太湖。境内无机场，因此連接境外和境内各大城市的空路一般利用上海的上海浦东国际机场和上海虹桥国际机场以及无锡的苏南硕放国际机场。

### 公路
途径街道的公路有普通公路、省道、高速公路三种类型

#### 普通公路
- 太湖大道

- 环太湖大道

#### 省道
- S230（福东路）

#### 高速公路
- S9（绕城高速|苏绍高速）

### 公共交通
途径街道内的有43路，336路以及441路等公交线路。下面分别是其中三条线路的始发、途径街道内各站，以及终点站的站名（其余各站略）。
- 43路：金枫立交西 … 协新村、东渚农贸市场西、龙景花园三区、东渚实验小学东、龙景花园七区 … 太湖湿地公园

- 336路：青花路首末站 … 新区三中、苏州科技城社区卫生服务中心、东渚宾馆、东渚、东渚农贸市场西、龙景花园三区、龙景花园四区、龙景花苑幼儿园、龙景花苑六区、龙景花园南区西、龙景花园二区南、龙景花园南区东、龙景花园首末站（此为336路公交车首末站）

- 441路：华通首末站 … 下许桥、东渚宾馆、东渚实验小学分校、西渚 … 太湖湿地公园

## 行政區劃
东渚街道共辖有10个居委会、19个村委会：
龙景社区居委会、龙昌社区居委会、龙康社区居委会、龙惠花苑社区居委会、西渚社区居委会、山湖湾社区社区居委会、青山绿庭社区居委会、龙山社区居委会、彭山社区居委会、绿湖社区居委会、中村村委会、下许村委会、淹马村委会、大寺村委会、姚江村委会、新苏村委会、姚市村委会、长巷村委会、黄区村委会、市桥村委会、上山村委会、太湖村委会、西京村委会、马山村委会、石帆村委会、山旺村委会、秀岸村委会、西村村委会、新桥村委会。

## 教育
- 東渚實驗小學（原東渚中心小學）
- 東渚中學（今新区三中）

## 有名人物
- 謝杏生（1916年－2013年）：戲曲服裝設計師、工藝美術傢

## 外部連結
- 東渚實驗小學
- 新区三中
- 东渚镇@中国新闻网